# Girancourt
 Girancourt  es una población y comuna francesa, en la región de Lorena, departamento de Vosgos, en el distrito de Épinal y cantón de Épinal-Ouest.

## Demografía
| 578 | 555 | 516 | 680 | 742 | 759 |
| Para los censos de 1962 a 1999 la población legal corresponde a la población sin duplicidades (Fuente: INSEE [Consultar]) |     |     |     |     |     |